# Langues germaniques orientales

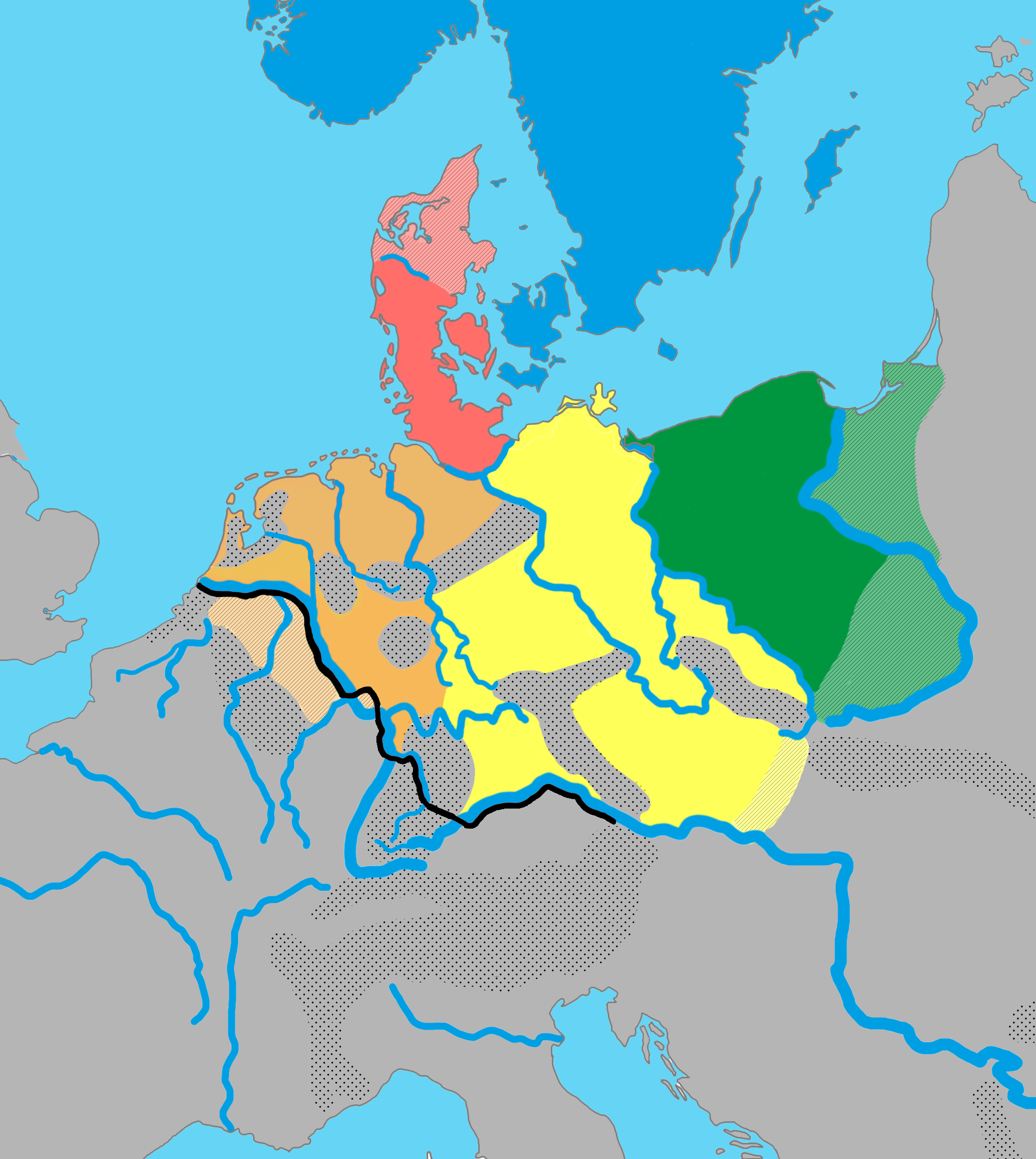
Carte des dialectes germaniques

Les langues germaniques orientales forment un sous-ensemble des langues germaniques. À la différence des branches occidentale et nordique, toutes les langues germaniques orientales sont mortes. La langue la mieux connue de ce groupe est celle des Goths.

## Liste
- Gotique
- Vandale
- Burgonde
- Gotique de Crimée

## Code
- code de langue IETF : gem